# Edward Lhuyd

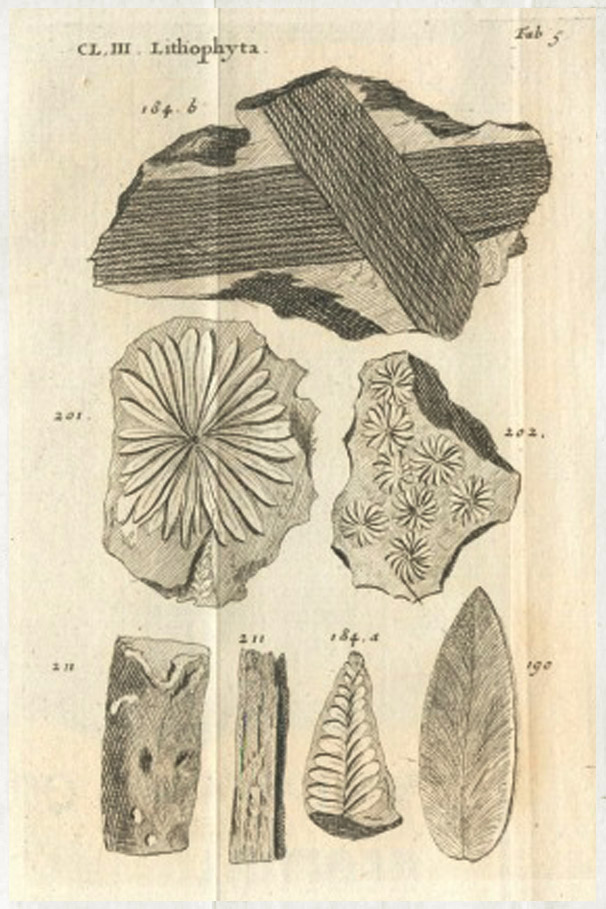
Fossili raffigurati nella pagina illustrata n. 5 dell'opera Lythophylacii Britannici Ichnographia, pubblicata da Edward Lhuyd nel 1699

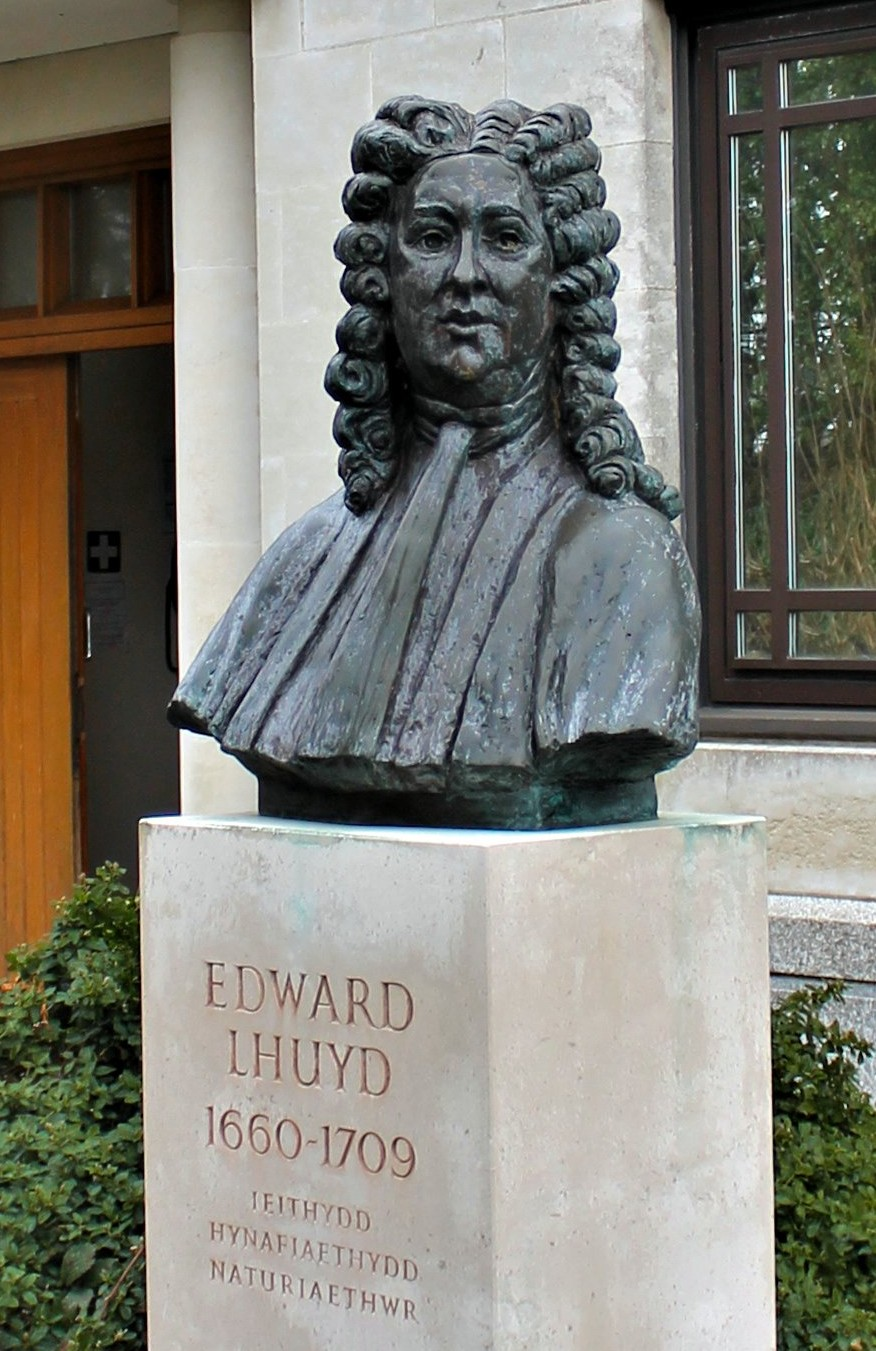
Busto di Edward Lhuyd all'esterno della Biblioteca Nazionale del Galles ad Aberystwyth

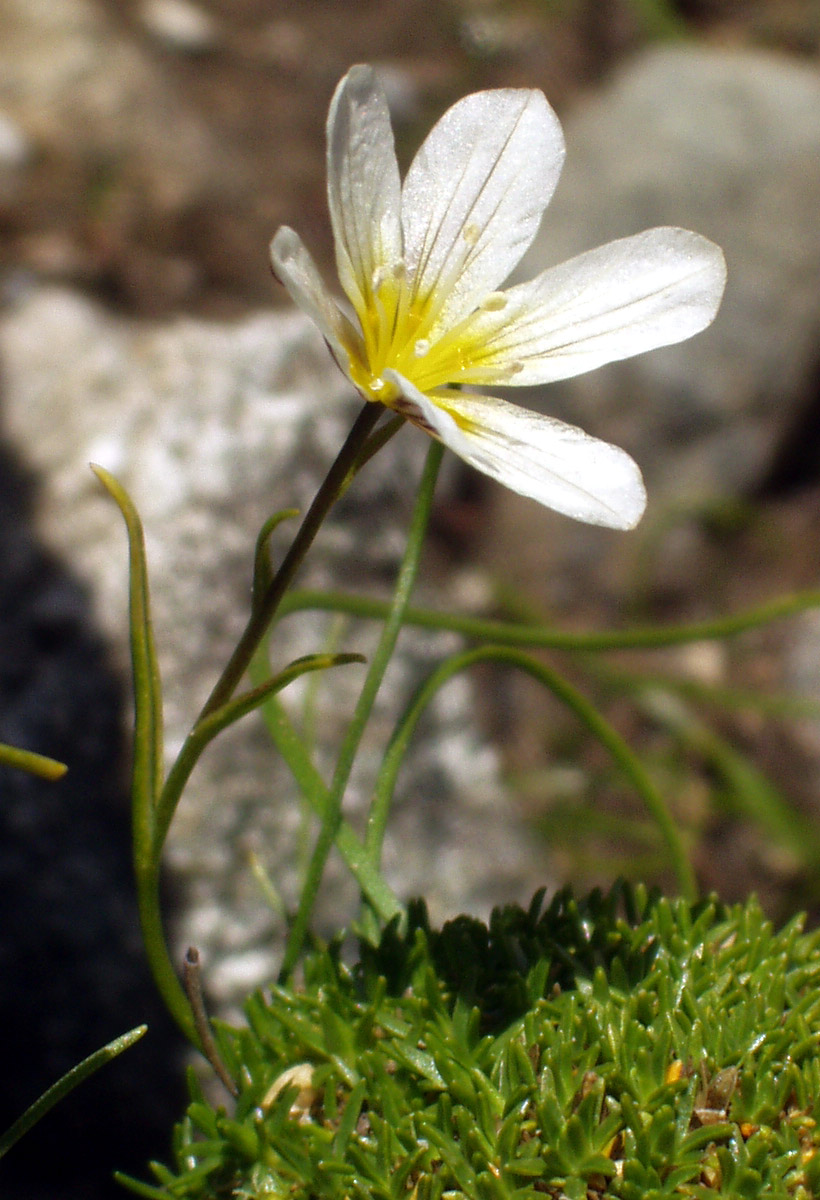
Gagea serotina, un tempo chiamata Lloydia serotina.

Edward Lhuyd (Loppington, 1660 – Oxford, 30 giugno 1709) è stato un naturalista, botanico e linguista gallese.

## Biografia
Conosciuto anche con il nome latinizzato di Eduardus Luidius, era figlio illegittimo di Edward Lloyd di Llanforda, presso Oswestry, nella contea inglese dello Shropshire; e di Bridget Pryse di Llantsantffraid, presso Talybont, nella contea gallese del Ceredigion. Fu un alunno, e più tardi un insegnante, della Oswestry Grammar school. La sua famiglia apparteneva alla nobiltà minore del Galles del sud-ovest. Per quanto ben ambientata, la sua famiglia non era in perfette condizioni economiche, e il padre ebbe esperienze di agricoltura e industria che lo portarono a contatto con le innovazioni scientifiche del periodo. Edward, terminata la Grammar School, proseguì gli studi al Jesus College di Oxford ma li interruppe prima del conseguimento del diploma. Nel 1684 fu nominato assistente di Robert Plot, Conservatore dello Ashmolean Museum di Oxford; nel 1690 prese il suo posto di Conservatore, che tenne fino al 1709.
Durante il periodo di attività presso il museo Lhuyd viaggiò in lungo e in largo. Una visita al Parco nazionale gallese della Snowdonia nel 1688 gli permise di compilare, per il volume di John Ray Synopsis Methodica Stirpium Britannicorum, un elenco della flora della regione. Dopo il 1697 visitò ogni contea del Galles, poi viaggiò in Scozia, Irlanda, Cornovaglia, Bretagna e Isola di Man. Nel 1699, grazie a un contributo finanziario dall'amico Isaac Newton, pubblicò Lithophylacii Britannici Ichnographi, un catalogo di fossili raccolti in giro per l'Inghilterra, ma soprattutto a Oxford, e oggi custoditi presso il museo.
Nel 1707, assistito nelle sue ricerche dal collega e studioso gallese Moses Williams, pubblicò il primo volume di Archaeologia Britannica: an Account of the Languages, Histories and Customs of Great Britain, from Travels through Wales, Cornwall, Bas-Bretagne, Ireland and Scotland. Lhuyd notò la somiglianza tra le due famiglie delle lingue celtiche: Brittoniche o Celtiche-P (bretone, cornico e gallese); e Goideliche o Celtiche-Q (irlandese, mannese e gaelico scozzese). Sostenne che le lingue brittoniche avessero avuto origine nella Gaul (Francia), e le lingue goideliche nella Penisola iberica. Concluse che, siccome le lingue erano di origine celtica, i popoli che le parlavano fossero celti. A partire dal XVIII secolo i popoli di Bretagna, Cornovaglia, Irlanda, Isola di Man, Scozia e Galles venivano sempre più conosciuti come celti, e oggi queste sono considerate le moderne nazioni celtiche. Questo libro è anche un'importante fonte d'informazioni per la sua descrizione linguistica della lingua cornica.
Nel tardo XVII secolo Lhuyd fu preso in contatto da un gruppo di studiosi, capitanati da John Keigwin di Mousehole, che cercavano di mantenere e prolungare l'uso della lingua cornica; e lui accettò l'invito di viaggiare in Cornovaglia per studiare la lingua. La fase iniziale del cornico moderno fu l'argomento di uno studio pubblicato da Lhuyd nel 1702; si differenziava dalla lingua medievale in quanto possedeva una struttura e una grammatica più semplici.
Nel 1701 fu accordata a Lhuyd la laurea MA honoris causa dall'Università di Oxford, e fu eletto Fellow of the Royal Society nel 1708. Morì di pleurite ad Oxford nel 1709.
Lhuyd ebbe il merito di avere fornito la prima descrizione e denominazione scientifica di quello che ora noi identifichiamo come un dinosauro: il dente del sauropode Rutellum implicatum. (Delair and Sarjeant, 2002).

## Varie
- Il Giglio dello Snowdon, oggi chiamato Gagea serotina, fu chiamato un tempo Lloydia serotina, nome preso da E. Lhuyd.
- La Cymdeithas Edward Lhuyd, ovvero l'associazione dei naturalisti del Galles, prende il nome da Edward Lhuyd.
- Ad Aberystwyth, in Galles, si trova un busto di E. Lhuyd all'esterno del Centre for Advanced Welsh and Celtic Studies (Centro studi avanzati gallesi e celtici), immediatamente adiacente alla National Library of Wales (Biblioteca nazionale del Galles).